# ウッシーとの日々
『ウッシーとの日々』（ウッシーとのひび）ははた万次郎による日本の漫画作品。『ビジネスジャンプ』（集英社刊）にて1993年から1999年にかけて連載された。単行本はハードカバー版が全7巻、文庫版が全4巻。

## 概要
東京から北海道下川町へと移住したはたのエッセイコミックである。北海道での家探し、愛犬ウッシーとの出会い、町の人々との触れ合いや交流、田舎暮らしの苦労談などを綴る。後期は下川町に建設されるサンルダムに対する問題定義なども取り扱っている。

## あらすじ
東京在住の漫画家、はた万次郎。『週刊ヤングジャンプ』にて連載されていた『はた万次郎のおもしろ図鑑』の連載終了に伴い、時間的余裕が出たこと。漫画家として生活できるまでになったこと。30歳という転機であることから生まれ育った北海道への移住（所謂Uターン）を計画する。
東京から北海道へ数度通い、移住する町を探す中で、名前も聞いたことがない道北の田舎町、下川町にて運命を感じ、町外れの集落にある空き家を月7000円で借りることになった。そしてはたのパートナーとなる愛犬、ウッシーとの出会い。様々な経歴を持ち、下川町へと移住した人達。地元の人との面白おかしい交流とともに、はたの田舎生活が幕を開けた。

## はた邸
はたが住む家。下川町の町外れの集落に存在している。大きな一軒家であり、家と車庫が繋がっている。当初家賃は7000円であったが、あまりにも老朽化がひどいということで3500円に減額された。しかも大家から「元々壊す家だったから家にあるものを壊してもOK」というお許しまで出ている。
基本的に畳がある部屋以外は土足となっている。居間には薪ストーブが鎮座し、仕事部屋もここである。寝るときは和室に布団を敷くが、冬季は部屋の寒さが激しいため、室内にテントを張り、厳寒期用のシュラフに包まって寝ることも。あまりにも立て付けが悪く、屋根も崩壊気味なため、冬場は室内なのに氷点下となるのはザラである。
風呂場は崩壊しており使用できない。トイレは小便器がある部屋は床が腐っており、大便器も和式の汲み取りである。秋の汲み取りを忘れると便層の中のウンコが凍り、タワーができてしまう。

## 登場人物

### はた家
はた万次郎
下川町に移住した漫画家。この作品の主人公である。漫画家であるが、原稿料や印税。講演料などで生活が容易なため、月に数度の締め切り前のみ缶詰で作業をし、残りの日は釣りやスキー、温泉に行ったり登山をしたり、近所の小学生や友人達、ウッシーと遊びまくっている。無茶な運転で交通事故を起こし、新車をスクラップにしたり。新車で大量の薪を運んで車に傷をつけたり、自宅の中を土足で歩き回ったりと少々荒い面がある。
東京の桜が北海道よりも早く咲くのが許せないのと、雪の季節があまりにも長すぎるのに嫌気がさし、毎年3月～4月にかけて1ヶ月以上家を空けて東京方面へ旅行に出ることが多い。
ウッシー
はたの愛犬。下川町の隣町、名寄市出身。
はたには非常に忠実で最愛のパートナーである。はたもウッシーをリードをつけずに自由きままに散歩させている。動き回るものに目がなく、キタキツネを追いかけまわすことが多々ある。パンが大好物。
なぜかウンコを全身になすりつける妙な癖がある。
2009年5月、死去。
おじょーさん
はたが東京にいた頃から飼っていた猫。連載中に死去。
メリック
おじょーさんとともにはたが東京にいた頃から飼っていた猫。おじょーさんの母親である。かなり長生きしたのだが、冬に旅行に出て家を空けていた時に凍死してしまう。「暖かい場所に埋めてやりたい」というはたの想いから火葬され、沖縄で埋葬された。メリックの死去をもってこの作品の連載も終了となった。

## 作中に登場する下川町の施設
五味温泉
下川町の町外れにある温泉。はた邸の風呂場は崩壊しており、使用ができない。そのため、はたは20kmほどの距離にあるこの温泉に週数回通っている。料金が安く、サウナも完備されている。
ミニ万里の長城
なぜか下川町の名所となっている謎のスポット。はた本人もその存在が理解できていない。
下川町営スキー場（下川町営シャンツェ）
下川町のスキー場。スキージャンプに力を入れているため、大小のジャンプ台が存在しており、冬場はジャンプ少年団が合宿に来るほどの施設である。しかし合宿がない時期だと誰も客はおらず、タダで滑り放題であり、はたにとってのよい遊び場となっている。
ただしここのリフトは一般的な椅子に座ってぶら下がりながら上っていくタイプではなく、Tバーリフトと呼ばれるロープに取り付けられた棒に捕まるか、腰に当てて押されながら上るタイプであり、初見では使い方が難しい。はたも別著『北海道青空日記』にて「ここのリフトはスキーをすべるよりも難しい」と言っている。

## 北海道青空日記
「ウッシーとの日々」の番外的作品。「小説すばる」に1992年から2005年にかけて13年にわたり連載。2005年にはタイトルを「ウッシーの生活と意見」に改題し、全編フルカラー化して（電子書籍のみで）再出版した。
毎回2ページのショートショートであり、ウッシーとの日々の中では語られなかった出来事や裏話が掲載されている。